# Las Planas de Castellote
Las Planas de Castellote és una localitat de la província de Terol (Aragó, Espanya), pertanyent al municipi de Castellot, al Maestrat aragonès. Situada a 650 metres d'altitud, va arribar a tenir 476 habitants el 1875, però actualment només hi viuen entre vuit i deu persones.